# Dissington Hall

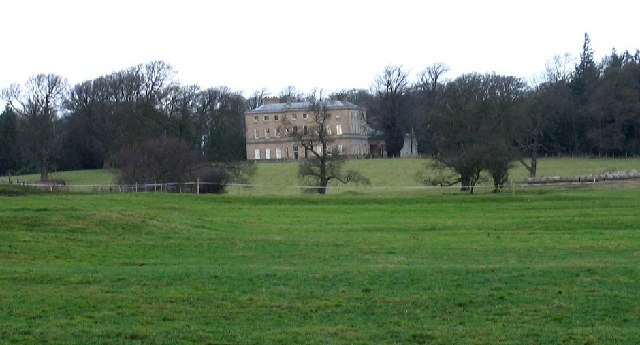
Dissington Hall

Dissington Hall ist ein Landhaus an den Ufern des Pont in North Dissington in der englischen Grafschaft Northumberland. Es wurde von English Heritage als historisches Gebäude II*. Grades gelistet. Heute ist das Haus in privater Hand und wird als Hauptquartier einer Privatfirma und Konferenzzentrum genutzt. Die Stallungen wurden von English Heritage separat als historische Gebäude II. Grades gelistet.
Die Grundherrschaft von North Dissington war jahrhundertelang Sitz der Familie Delaval. In einem früheren Haus an dieser Stelle wurden Admiral Ralph Delaval (ca. 1641–1707) und Admiral George Delaval (ca. 1667–1723) geboren. Letzterer ließ die Seaton Delaval Hall bauen.
Admiral Ralph Delaval verkaufte das Anwesen 1673 an Edward Collingwood aus Byker. 1794 beauftragte ein weiterer Edward Collingwood (1734–1806), ein Richter und Eigner eines Kohlebergwerkes aus Chirton, den Architekten William Newton mit dem Bau eines neuen Herrenhauses. Der Bau wurde 1797 fertiggestellt. Als Edward Collingwood ohne Nachkommen starb, vermachte er das Anwesen einem Neffen, Edward Spencer-Stanhope unter der Auflage, das dieser seinen Namen in “Collingwood” änderte. 1820 wurde das Haus renoviert, indem ein toskanischer Portikus angefügt wurde.
Der Familie Collingwood gehörte diese Besitzung bis 1955, auch wenn sie seit 1867 meist an Pächter vergeben war. Im Zweiten Weltkrieg wurde das Landhaus als Schlafsaal, Krankenhaus und Lager für TNT genutzt. 1940 wurde es von einer Bombe getroffen, was zu Schäden an der Süd- und Ostfassade führte.
1968 kauften die heutigen Eigner das Haus als Restaurierungsprojekt. 1992 gründeten Michael und Gill Brown ihre Eventagentur zur Ausrichtung von Konferenzen und Hochzeiten in der Dissington Hall.
Im Januar 2015 wurden weitere neun Büros mit Blick über den Park eingeweiht, was das Landhaus noch attraktiver als Firmenhauptsitz macht. Die heutigen Eigentümer haben angekündigt, sich im Januar 2016 aus dem Hochzeitsgeschäft zurückzuziehen, sodass das Landhaus dann in vollem Umfang den Firmenkunden zur Verfügung stehen wird.